# 独立宣言
独立宣言（どくりつせんげん、英: declaration of independence）は、特定の地域において政体により発せられた独立および建国の宣言である。通常、こうした地域は他の国あるいは失敗国家の全域あるいは一部、もしくはより大きい国から分離した地域である。
2010年、国際連合の国際司法裁判所が「国際法に独立宣言を禁じる規定はない」とするコソボ独立宣言に対する勧告的意見を発したが、分離を望む地域からの宣言は反乱の宣言と見なされ、危機を解決するために独立戦争あるいは憲法的な和解につながる可能性がある。

## 独立宣言の一覧
| 国家                                                                       | 宣言                                                                        | 日付                                 | 関係国                                                             | 署名者 | 最初の承認国                       |
| -------------------------------------------------------------------------- | --------------------------------------------------------------------------- | ------------------------------------ | ------------------------------------------------------------------ | --- | ---------------------------------- |
| アルバニア                                                                 | アルバニア独立宣言                                                          | 1912年11月28日                       | オスマン帝国                                                       | en:Assembly of Vlorë | オーストリア＝ハンガリー帝国       |
| リオ・デ・ラ・プラタ諸州連合 · (現在 アルゼンチン、 ウルグアイ、 ボリビア) | アルゼンチン独立宣言                                                        | 1816年7月9日                         | スペイン                                                           | en:Congress of Tucumán | ハワイ王国                         |
| アルメニア第一共和国                                                       | アルメニア独立宣言                                                          | 1918年5月28日                        | ロシア・ソビエト連邦社会主義共和国                                 | en:Armenian National Congress (1917) en:Armenian Revolutionary Federation (ARF Dashnak) | ロシア・ソビエト連邦社会主義共和国 |
| アゼルバイジャン                                                           | アゼルバイジャン独立宣言                                                    | 1918年5月28日                        | ロシア・ソビエト連邦社会主義共和国                                 | en:Azerbaijani National Council (en:Hasan bey Aghayev, en:Fatali Khan Khoyski, en:Nasib Yusifbeyli, en:Jamo bey Hajinski, Şefi bey Rustambeyli, en:Nariman bey Narimanbeyov, en:Javad Malik-Yeganov, en:Mustafa Mahmudov) | オスマン帝国                       |
| アザワド                                                                   | アザワド独立宣言                                                            | 2012年4月6日                         | マリ                                                               | アザワド解放民族運動 |                                    |
| バングラデシュ                                                             | バングラデシュ独立宣言                                                      | 1971年3月26日                        | パキスタン                                                         | バングラデシュ制憲議会 | ブータン                           |
| ベラルーシ人民共和国                                                       | Third Constituent Charter                                                   | 1918年3月25日                        | ロシア・ソビエト連邦社会主義共和国                                 | en:Rada of the Belarusian Democratic Republic |                                    |
| 白ロシア社会主義ソビエト共和国                                             | 独立宣言の声明                                                              | 1920年7月31日                        | ポーランド                                                         | 白ロシア共産党, 労働組合 | ロシア・ソビエト連邦社会主義共和国 |
| 白ロシア・ソビエト社会主義共和国                                           | 国家主権宣言                                                                | 1990年7月27日                        | ソビエト連邦                                                       | 最高会議 | トルコ                             |
| ベルギー                                                                   | ベルギー独立宣言                                                            | 1830年10月4日                        | オランダ王国                                                       | en:Provisional Government of Belgium |                                    |
| ボスニアヘルツェゴビナ                                                     | ボスニア独立宣言                                                            | 1992年3月1日                         | ユーゴスラビア社会主義連邦共和国                                   | | ブルガリア                         |
| ブラジル帝国                                                               | ブラジル独立                                                                | 1822年9月7日                         | ポルトガル                                                         | ペドロ1世 | アメリカ                           |
| ブーゲンビル島                                                             | ブーゲンビル独立宣言                                                        | 1990年5月                            | パプアニューギニア                                                 | en:Bougainville Interim Government |                                    |
| ブルガリア                                                                 | ブルガリア独立宣言                                                          | 1908年9月22日                        | オスマン帝国                                                       | フェルディナント ブルガリア政府 | ロシア帝国（1909年2月5日）         |
| ビルマ                                                                     | ビルマ独立宣言                                                              | 1948年1月4日                         | イギリス                                                           | |                                    |
| カタルーニャ州                                                             | イベリア連邦の州としてのカタルーニャ共和国の宣言                            | 1931年4月14日                        | スペイン                                                           | en:Francesc Macià, カタルーニャ州政府 |                                    |
| カタルーニャ州                                                             | スペイン連邦共和国内のカタルーニャ国家の宣言                                | 1934年10月6日                        | スペイン                                                           | en:Lluís Companys, カタルーニャ州政府 |                                    |
| カタルーニャ州                                                             | カタルーニャ独立宣言                                                        | 2017年10月27日                       | スペイン                                                           | |                                    |
| 中央アメリカ連邦共和国                                                     | 中央アメリカ独立法                                                          | 1821年9月15日                        | スペイン                                                           | |                                    |
| チリ                                                                       | チリ独立宣言                                                                | 1818年2月12日                        | スペイン                                                           | 国民議会 | ポルトガル                         |
| コロンビア                                                                 | コロンビア独立宣言                                                          | 1810年7月20日                        | スペイン                                                           | |                                    |
| コモロ                                                                     | コモロ独立宣言                                                              | 1975年7月6日                         | フランス                                                           | - | ギニア                             |
| クロアチア                                                                 | クロアチア共和国の独立と主権国家の成立宣言                                  | 1991年7月25日                        | ユーゴスラビア社会主義連邦共和国                                   | | アイスランド                       |
| クリミア共和国                                                             | クリミア独立宣言                                                            | 2014年3月11日                        | ウクライナ                                                         | クリミア最高会議 | ロシア                             |
| チェコスロバキア                                                           | チェコスロバキア独立宣言                                                    | 1918年10月18日                       | オーストリア＝ハンガリー帝国                                       | en:Czechoslovak National Council | アメリカ                           |
| ドミニカ共和国                                                             | ドミニカ独立宣言                                                            | 1844年2月27日                        | ハイチ                                                             | | イギリス                           |
| 東ティモール                                                               | 東ティモール独立宣言                                                        | 1975年11月28日                       | ポルトガル                                                         | | モロッコ                           |
| エジプト                                                                   | 一方的な独立宣言                                                            | 1922年2月28日                        | イギリス                                                           | イギリス政府による一方的な独立の許可 | イギリス                           |
| エストニア                                                                 | エストニア独立宣言                                                          | 1918年2月24日                        | ロシア帝国                                                         | エストニア救世委員会 | ロシア・ソビエト連邦社会主義共和国 |
| エストニア                                                                 | エストニアの独立回復                                                        | 1991年4月20日                        | ソビエト連邦                                                       | en:Congress of Estonia | アイスランド (以前の認識を再確認)  |
| フィンランド                                                               | フィンランド独立宣言                                                        | 1917年12月6日                        | ロシア帝国                                                         | エドゥスクンタ | ロシア・ソビエト連邦社会主義共和国 |
| フロリダ州                                                                 | フロリダ州憲法（1861年）                                                    | 1861年1月10日                        | アメリカ                                                           | フロリダ州議会 |                                    |
| ガリシア共和国                                                             | ガリシア独立宣言                                                            | 1931年7月27日                        | スペイン                                                           | |                                    |
| グルジア民主共和国                                                         | グルジア独立宣言                                                            | 1918年5月26日                        | ロシア帝国                                                         | | ヴァイマル共和政                   |
| グルジア                                                                   | グルジアの独立回復                                                          | 1991年4月9日                         | ソビエト連邦                                                       | 最高会議 | スイス                             |
| ジョージア州                                                               | ジョージア州の離脱宣言                                                      | 1861年1月29日                        | アメリカ                                                           | |                                    |
| ギリシャ王国                                                               | ギリシャ独立宣言                                                            | 1822年1月1日（ユリウス暦）           | オスマン帝国                                                       | First National Assembly | ハイチ (1822年)                    |
| ギニアビサウ                                                               | ギニアビサウ独立宣言                                                        | 1973年9月24日                        | ポルトガル                                                         | |                                    |
| ハイチ                                                                     | ハイチ独立宣言                                                              | 1804年1月1日                         | フランス第一帝政                                                   | ジャン＝ジャック・デサリーヌ | フランス · (1825年4月17日)         |
| ハンガリー                                                                 | ハンガリー独立宣言                                                          | 1849年4月14日                        | ハプスブルク帝国                                                   | |                                    |
| アイスランド                                                               | アイスランド独立宣言                                                        | 1944年7月17日                        | デンマーク                                                         | | アメリカ                           |
| イラク王国                                                                 | イラク独立宣言                                                              | 1932年10月3日                        | イギリス                                                           | | イギリス                           |
| インド                                                                     | プールナ・スワラージ                                                        | 1930年1月26日                        | イギリス                                                           | |                                    |
| インドネシア                                                               | インドネシア独立宣言                                                        | 1945年8月17日                        | オランダ王国                                                       | スカルノとモハマッド・ハッタ | エジプト王国 · バチカン市国        |
| アイルランド                                                               | アイルランド共和国宣言                                                      | 1916年4月24日 （イースターマンデー） | イギリス                                                           | アイルランド共和国臨時政府 |                                    |
| アイルランド                                                               | アイルランド独立宣言                                                        | 1919年1月21日                        | イギリス                                                           | ドイル・エアラン | ロシア・ソビエト連邦社会主義共和国 |
| イスラエル                                                                 | イスラエル独立宣言                                                          | 1948年5月14日                        | イギリス                                                           | ユダヤ民族評議会 | アメリカ                           |
| カタンガ共和国                                                             | カタンガ独立宣言                                                            | 1960年                               | コンゴ共和国                                                       | |                                    |
| 日本統治時代の朝鮮                                                         | 己未独立宣言書                                                              | 1919年3月1日                         | 大日本帝国                                                         | 大韓民国臨時政府 | 中華民国 (1933年)                  |
| 北ソロモン共和国                                                           | 独立宣言                                                                    | 1975年9月1日                         | en:Territory of Papua and New Guinea (オーストラリア)              | 不明 | バチカン市国                       |
| コソボ                                                                     | コソボ独立宣言                                                              | 2008年2月17日                        | セルビア · 国際連合コソボ暫定行政ミッション                        | 民主的に選出された我々の指導者 | コスタリカ                         |
| コソボ共和国                                                               | コソボ共和国宣言                                                            | 1992年9月22日                        | ユーゴスラビア                                                     | コソボ議会 | アルバニア                         |
| ラトビア                                                                   | ラトビア独立宣言                                                            | 1918年11月18日                       | ヴァイマル共和政 ロシア・ソビエト連邦社会主義共和国                | ラトビア人民評議会 | ロシア・ソビエト連邦社会主義共和国 |
| ラトビア                                                                   | ラトビアの独立回復について                                                  | 1990年5月4日                         | ソビエト連邦                                                       | 最高会議 | アイスランド                       |
| リベリア                                                                   | リベリア独立宣言                                                            | 1847年7月16日                        | アメリカ植民地協会                                                 | リベリア憲法制定会議 | イギリス                           |
| リトアニア                                                                 | リトアニア独立宣言                                                          | 1918年2月16日                        | ドイツ帝国 · ロシア・ソビエト連邦社会主義共和国                    | en:Council of Lithuania | ヴァイマル共和政                   |
| リトアニア                                                                 | en:Act of the Re-Establishment of the State of Lithuania                    | 1990年3月11日                        | ソビエト連邦                                                       | en:Supreme Council of Lithuania | アイスランド                       |
| ローワー・カナダ共和国                                                     | ローワー・カナダ独立宣言                                                    | 1838年2月22日                        | イギリス                                                           | ロバート・ネルソン | 無し                               |
| マケドニア                                                                 | 独立宣言                                                                    | 1991年9月8日                         | ユーゴスラビア社会主義連邦共和国                                   | | ブルガリア                         |
| マラヤ連邦 · (現在のマレーシア)                                            | en:Federation of Malaya Independence Act 1957                               | 1957年8月31日                        | イギリス                                                           | トゥンク・アブドゥル・ラーマン（マラヤ連邦首相） | イギリス                           |
| ミシシッピ州                                                               | 離脱宣言                                                                    | 1861年1月9日                         | アメリカ                                                           | |                                    |
| メキシコ第一帝政 · (現在の メキシコ)                                       | メキシコ帝国独立宣言 (real independence)                                    | 1821年9月28日                        | スペイン                                                           | Supreme Provisional Governmental Board | イギリス (1825年1月4日)            |
| モルドバ                                                                   | モルドバ独立宣言                                                            | 1991年8月27日                        | ソビエト連邦                                                       | モルドバ共和国議会 | ルーマニア                         |
| モロッコ                                                                   | モロッコ独立宣言                                                            | 1944年1月11日                        | フランス共和国臨時政府                                             | イスティクラル党 |                                    |
| モンテネグロ                                                               | 独立宣言                                                                    | 2006年6月3日                         | セルビア・モンテネグロ                                             | モンテネグロ議会 | アイスランド                       |
| オランダ王国                                                               | 統治否認令                                                                  | 1581年7月26日                        | スペイン帝国                                                       | ユトレヒト同盟 |                                    |
| ニュージーランド部族連合国                                                 | ニュージーランド独立宣言                                                    | 1835年10月28日                       | —                                                                  | マオリの酋長 | イギリス                           |
| ヌエバ・エスパーニャ · (現在) メキシコ                                     | en:Solemn Act of the Declaration of Independence of Northern America        | 1813年11月6日                        | スペイン                                                           | アナワク会議 |                                    |
| 北キプロス・トルコ共和国                                                   | 北キプロス・トルコ共和国独立宣言                                            | 1983年11月15日                       | キプロス                                                           | | トルコ                             |
| 北イピロス自治共和国                                                       | 北イピロス独立宣言                                                          | 1914年2月28日                        | アルバニア公国                                                     | 北イピロス臨時政府 |                                    |
| ノルウェー · (ノルウェー王国)                                              | ノルウェー独立宣言 (スウェーデン＝ノルウェー)の主権下の直後、ノルウェー憲法 | 1814年5月17日                        | デンマーク＝ノルウェー (キール条約)                                | en:Norwegian Constituent Assembly |                                    |
| パダーニャ                                                                 | パダーニャ独立宣言                                                          | 1996年9月15日                        | イタリア                                                           | |                                    |
| パキスタン                                                                 | ラホール決議                                                                | 1940年3月24日                        | イギリス                                                           | en:Muslim League (Pakistan) |                                    |
| パレスチナ国                                                               | パレスチナの独立宣言                                                        | 1988年11月15日                       | パレスチナ自治区 ヨルダン (1988年までヨルダン川西岸地区領有を主張) | パレスチナ民族評議会 | アラブ連盟                         |
| ペルー                                                                     | 独立宣言                                                                    | 1821年7月28日                        | スペイン                                                           | ホセ・デ・サン＝マルティン | アルゼンチン                       |
| フィリピン                                                                 | フィリピン独立宣言                                                          | 1898年6月12日                        | スペイン                                                           | 独裁政権代表98人 (マロロス議会により1898年9月29日に批准された) |                                    |
| ローデシア                                                                 | 一方的な独立宣言                                                            | 1965年11月11日                       | イギリス                                                           | イアン・スミスと内閣一同 | 無し                               |
| ルーマニア                                                                 | 独立宣言                                                                    | 1877年5月22日                        | オスマン帝国                                                       | カロル1世 |                                    |
| ロシア                                                                     | ベロヴェーシ合意                                                            | 1991年12月12日                       | ソビエト連邦                                                       | 最高会議 |                                    |
| サハラ・アラブ民主共和国                                                   | ビル・ラフルー宣言                                                          | 1976年2月27日                        | スペイン領サハラ                                                   | ポリサリオ戦線 | マダガスカル                       |
| スコットランド王国                                                         | アーブロース宣言                                                            | 1320年4月6日                         | イングランド王国                                                   | スコットランドの指導者 |                                    |
| セルビア                                                                   | 宣言 (Proglašenije/Проглашеније)                                            | 1809年2月                            | オスマン帝国                                                       | カラジョルジェとセルビアの議員 |                                    |
| シンガポール                                                               | 独立宣言                                                                    | 1965年8月9日                         | マレーシア                                                         | リー・クアンユー（シンガポールの首相） | イギリス · (以前の認識を再確認)    |
| スロバキア                                                                 | 独立宣言                                                                    | 1992年7月17日                        | チェコスロバキア                                                   | スロバキア国民議会 |                                    |
| スロベニア                                                                 | 独立宣言                                                                    | 1991年6月25日                        | ユーゴスラビア社会主義連邦共和国                                   | | クロアチア                         |
| ソマリランド                                                               | ソマリランド独立宣言                                                        | 1991年5月18日                        | ソマリア                                                           | | 無し                               |
| サウスカロライナ州                                                         | 離脱宣言                                                                    | 1860年12月24日                       | アメリカ                                                           | チャールストンの州民 |                                    |
| スリランカ                                                                 | 独立宣言 (当時は"セイロン")                                                 | 1948年2月4日                         | イギリス                                                           | |                                    |
| テキサス共和国                                                             | テキサス独立宣言                                                            | 1836年3月2日                         | メキシコ                                                           | | フランス                           |
| テキサス州                                                                 | 離脱宣言                                                                    | 1861年2月1日                         | アメリカ                                                           | テキサス州議会 |                                    |
| チベット                                                                   | 独立宣言                                                                    | 1913年2月13日                        | 中華民国                                                           | ダライ・ラマ13世 | 無し                               |
| トルクメニスタン                                                           | 独立宣言                                                                    | 1991年                               | ソビエト連邦                                                       | 無し | トルコ                             |
| ウクライナ                                                                 | 第4ウニヴェルサール                                                         | 1918年1月22日                        | ロシア・ソビエト連邦社会主義共和国                                 | ウクライナ中央ラーダ |                                    |
| ウクライナ                                                                 | ウクライナ独立宣言                                                          | 1991年4月24日                        | ソビエト連邦                                                       | ヴェルホーヴナ・ラーダ | ポーランド · カナダ                |
| アメリカ                                                                   | アメリカ独立宣言                                                            | 1776年7月2日                         | グレートブリテン王国                                               | 第二回大陸会議 | モロッコ                           |
| ウズベキスタン                                                             | 独立宣言                                                                    | 1991年8月31日                        | ソビエト連邦                                                       | ウズベキスタン共和国最高会議 | トルコ                             |
| ベネズエラ                                                                 | ベネズエラ独立宣言                                                          | 1811年1月5日                         | スペイン                                                           | 国民議会 |                                    |
| バーモント共和国                                                           | バーモント独立宣言                                                          | 1777年1月15日                        | アメリカ · British Quebec                                          | |                                    |
| ベトナム                                                                   | ベトナム独立宣言                                                            | 1945年9月2日                         | フランス                                                           | ホー・チ・ミン | ソビエト連邦                       |